# 祝園駅

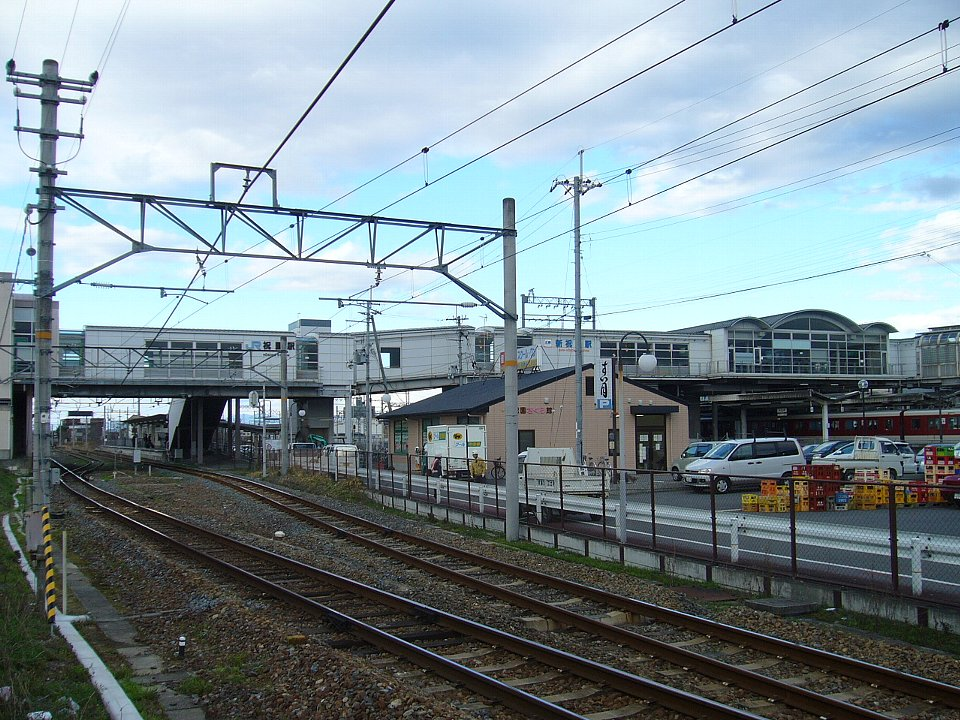
構内を北望。右の近鉄新祝園駅に向かって通路が伸びる（7両対応化前）

祝園駅（ほうそのえき）は、京都府相楽郡精華町大字祝園小字長塚にある、西日本旅客鉄道（JR西日本）片町線（学研都市線）の駅。駅番号はJR-H20。
精華町の中心部に位置する。近鉄京都線新祝園駅が隣接し、乗換駅となっている。

## 歴史

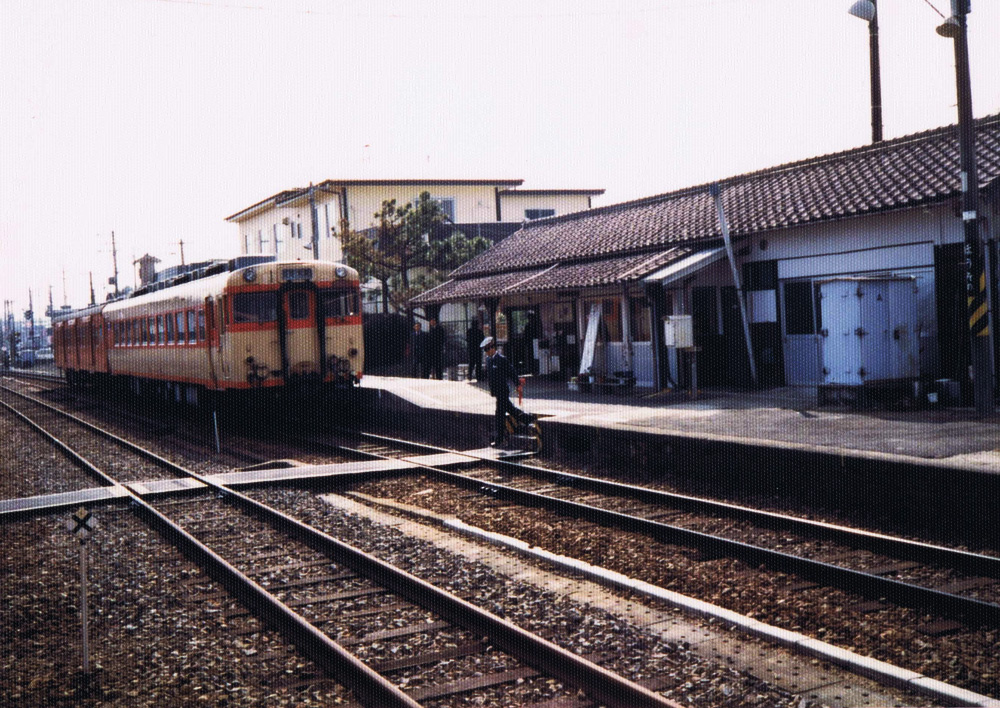
国鉄時代の片町線（現「学研都市線」）の祝園駅。構内を南望。長尾から京都・奈良寄りの区間ではまだ古いディーゼルカーが走っていた（1987年2月）

- 1898年（明治31年）6月4日：関西鉄道長尾駅 - 新木津駅（廃止）間の延長により開業[2]。
- 1907年（明治40年）10月1日：関西鉄道が国有化され、官営鉄道の駅になる[2]。
- 1909年（明治42年）10月12日：線路名称制定。桜ノ宮線の所属となる。
- 1913年（大正2年）11月15日：線路名称改定。桜ノ宮線が片町線に編入され、当駅もその所属となる。
- 1960年（昭和35年）10月1日：貨物の取り扱いを廃止[2]。
- 1970年（昭和45年）10月1日：荷物扱い廃止[3]。駅員無配置駅となる[4]。
- 1987年（昭和62年）4月1日：国鉄分割民営化により、西日本旅客鉄道（JR西日本）の駅となる[2]。
- 1988年（昭和63年）3月13日：路線愛称の制定により、「学研都市線」の愛称を使用開始。
- 1994年（平成6年）9月13日：橋上駅舎と近鉄新祝園駅を結ぶ連絡橋が完成[5]。
- 1999年（平成10年）2月25日：自動改札機を設置し、供用開始[6]。
- 2003年（平成15年）11月1日：ICカード「ICOCA」の利用が可能となる。
- 2007年（平成19年）2月2日：みどりの窓口営業開始[7]。
- 2010年（平成22年）3月13日：7両編成での運転を開始。これに伴いホームを7両編成対応に延長。
- 2011年（平成23年）3月8日：JR宝塚・JR東西・学研都市線運行管理システム導入。接近メロディ導入。
- 2015年（平成27年）
  - 4月30日：みどりの窓口の営業を終了。
  - 5月1日：みどりの券売機プラス営業開始。
- 2018年（平成30年）3月17日：駅ナンバリングが導入され、使用を開始。

駅構造交換設備を有した相対式ホーム2面2線と木津方面ホーム東側に留置線2線を持つ地上駅で、橋上駅舎を有する。京橋側にも引き上げ線が1本設置されている。ホームとは跨線橋で結ばれている。一部時間帯は無人となる。そのため改札機・券売機・精算機付近にはインターホンがあり、無人時間帯はコールセンターのオペレーターが対応し、各種機器を遠隔制御している。ホーム長は4両分だったが、2010年3月13日のダイヤ改正に伴い、木津駅 - 京田辺駅間でも7両編成の運行となったため、対応する改良工事を施した。これにより、かつての中線を上り本線として再整備し、7両対応の上りホームは従来の上り本線の敷地に新設した。1972年 - 1992年は無人駅扱いで出札業務は行わず、運転要員だけ配置されていた。
東側に近鉄京都線の新祝園駅が隣接し、両駅は改札外の橋上通路で結ばれて乗り換えができる。改札口は1ヶ所のみ。駅業務はJR西日本交通サービスが行う業務委託駅で、四条畷駅が当駅を管理している。
ICOCA利用可能駅（相互利用可能ICカードはICOCAの項を参照）で、自動券売機および自動改札機を設置。自動改札機は設置当初、簡易型だった。

### のりば
| のりば | 路線       | 方向 | 行先             |
| ------ | ---------- | ---- | ---------------- |
| 1      | 学研都市線 | 下り | 四条畷・京橋方面 |
| 2      | 学研都市線 | 上り | 木津方面         |

- 上表の路線名は旅客案内上の名称（愛称）で表記している。
- 以前は案内上ののりば番号が設定されていなかったが、現在は駅舎からホームへ降りる階段入口の柱にのりば番号が記載されている。JR宝塚・JR東西・学研都市線運行管理システム導入前の自動放送では、のりば番号を用いず「このホームに」という表現だった。
- 朝夕ラッシュ時を中心に当駅で行き違いの列車設定がある。以前は日中時も当駅で行っていたが、2007年3月18日のダイヤ改正で2駅隣のJR三山木駅に変更した（そのため木津駅の折り返し時間が短くなった）。
- JR宝塚・JR東西・学研都市線運行管理システムの運行管理は当駅が東限となる（西木津駅は非対応、終着の木津駅は大阪環状・大和路線運行管理システムの運行管理であるため）。
- 当駅 - 木津駅間は駅や線路の構造上、1列車のみ走行になる。
- 夜間滞泊の設定がある（入庫時は松井山手・京田辺・同志社前から、出庫時は京田辺・JR三山木へ回送）。

## ダイヤ
原則1時間1本の列車（快速・区間快速）が停車する。ラッシュ時は本数が多くなる。
かつて、停車する全ての電車がドアを半自動扱いとしていた時期があったが、新型コロナウイルスによる感染症対策のためこの扱いはとりやめになった。

## 利用状況
JR西日本の移動等円滑化取組報告書によれば、2023年度の1日当たりの利用者数は4,062人。「京都府統計書」によると、1日平均乗車人員は以下の通りである。
| 年度   | 一日平均 乗車人員 |
| ------ | ----------------- |
| 1999年 | 1,329             |
| 2000年 | 1,545             |
| 2001年 | 1,636             |
| 2002年 | 1,638             |
| 2003年 | 1,737             |
| 2004年 | 1,819             |
| 2005年 | 1,868             |
| 2006年 | 1,762             |
| 2007年 | 1,811             |
| 2008年 | 1,800             |
| 2009年 | 1,745             |
| 2010年 | 1,726             |
| 2011年 | 1,828             |
| 2012年 | 1,899             |
| 2013年 | 1,997             |
| 2014年 | 2,014             |
| 2015年 | 2,096             |
| 2016年 | 2,140             |
| 2017年 | 2,216             |
| 2018年 | 2,203             |
| 2019年 | 2,328             |
| 2020年 | 1,888             |
| 2021年 | 1,953             |
| 2022年 | 1,989             |

## 駅周辺
- 新祝園駅 - 近鉄京都線との乗換駅。
- せいかガーデンシティ - ペデストリアンデッキと結ばれる。
- 精華町役場
  - 精華町立図書館 - 近鉄の改札口前にも図書返却ポストが設置されている。
- 精華町国民健康保険病院
- 精華町立精華中学校
- 精華聖マリア幼稚園
- 祝園郵便局(せいかガーデンシティ内)
- けいはんなプラザ
- 国立国会図書館関西館
- 京都府道22号八幡木津線

## バス路線
奈良交通が直営する路線と、同社の受託する精華くるりんバスが発着する。
1番のりば
- 奈良交通
  - 36：光台循環内回り
  - 急行46：光台三丁目 ※平日朝のみ運行
  - 急行47：ATR ※平日夕方のみ運行
  - 56：学研奈良登美ヶ丘駅

2番のりば
- 奈良交通
  - 38：学研都市精華台
  - 39：光台一丁目南 ※土・日・祝日1本のみ運行
  - 58・59：学研奈良登美ヶ丘駅 ※「58」は平日1本のみ運行

3番のりば
- 奈良交通
  - 66：木津川台九丁目 ※平日3本のみ運行
  - 73：三山木駅 ※同志社大学開校日の土曜日1本のみ運行
  - 74：木津駅 ※土曜日1本のみ運行
- 精華くるりんバス
  - 北ルート：下狛駅方面
  - 南ルート：山田川駅

4番のりば（近鉄側）
- 精華くるりんバス
  - 北ルート：下狛駅方面

## 隣の駅
西日本旅客鉄道（JR西日本）
 学研都市線（片町線）
■快速・■区間快速・■普通
西木津駅 (JR-H19) - 祝園駅 (JR-H20) - 下狛駅 (JR-H21)